# GVVV
Die Gelders Veenendaalse Voetbal Vereniging (kurz G.V.V.V. oder GVVV; niederländisch für Geldersch-Veenendaalsche Fußballvereinigung) ist ein Fußballverein aus Veenendaal in der niederländischen Provinz Utrecht. Die Vereins- und Spielfarben sind Blau und Weiß. Der Klub hatte im Jahr 2011 etwa 900 Mitglieder. Die Mannschaften der GVVV tragen ihre Heimspiele im Sportpark ‚Panhuis‘ in Veenendaal-West aus. Die erste Mannschaft des Vereins spielt in der Saison 2012/13 in der Topklasse, der höchsten Amateurliga des KNVB.

## Geschichte
Der Verein wurde am 15. November 1947 in Gelders Veenendaal gegründet, das bis 1962 ein Teil der Gemeinde Ede direkt an der Grenze zu Veenendaal war und damit an der Grenze zwischen den Provinzen Gelderland und Utrecht lag. Zunächst trug der Klub den Namen GSV (Gelderse Sport Vereniging). Im August 1948 trat er unter dem Namen GVV dem Utrechtse Provinciale Voetbal Bond, dem Fußballbund der Provinz Utrecht, bei. Da hier bereits eine GVV aus Geldermalsen gemeldet war, wurde Veenendaal zum Namen hinzugefügt und so der heutige Vereinsname GVVV geschaffen.
Die erste Mannschaft begann 1948/49 in der dritten Klasse der Provinz Utrecht und stieg als Meister gleich in die zweite Klasse auf. 1954 folgte nach der Meisterschaft der Aufstieg in die erste Provinzklasse und in den folgenden zwei Jahren konnte die Mannschaft sich auf landesweiter Ebene bis in die Tweede klasse, die damals höchste Amateurliga, vorarbeiten. Bis 1976 blieb die GVVV in der höchsten Amateurspielklasse. Dem Abstieg folgte vier Jahre später erneut eine Meisterschaft und wiederum der Aufstieg in die nunmehr Eerste klasse B der Samstagsamateure. 1985 konnte GVVV die Abteilungsmeisterschaft feiern, scheiterte jedoch in der Meisterschaftsrunde an den Kozakken Boys und SV Spakenburg. 1996 wurde die Hoofdklasse als neue höchste Liga der Samstagsamateure eingeführt; GVVV wurde der Gruppe A zugeordnet und konnte gleich in der ersten Saison, im Jahr des 50-jährigen Bestehens, erneut eine Abteilungsmeisterschaft feiern. Dem Abstieg 2004 folgte der direkte Wiederaufstieg, und 2006 konnte das Team den Districtsbeker, den regionalen, gemeinsam von den Samstags- und Sonntagsamateuren ausgespielten Pokalwettbewerb gewinnen.
2010 wurde die Topklasse eingeführt. GVVV verpasste zunächst die Qualifikation für die neue höchste, zweigleisige Amateurliga und spielte eine Saison wieder zweitklassig. Doch in der Hoofdklasse B konnte das Team erneut die Meisterschaft feiern. GVVV stieg damit 2011 wieder in die höchste Amateurliga auf, auf das insgesamt dritthöchste Spielniveau in den Niederlanden. Im KNVB-Pokal 2011/12 sorgte die Mannschaft mit Auswärtssiegen über die Rotterdamer Profis von SBV Excelsior und Sparta für Aufsehen und erreichte das Viertelfinale.

## Trainer
- Arie Schans (1977–1985, 2001–2004)
- Frans Koenen (1993–1995, 2008–2010)
- Frans Adelaar (1995–1997)

## Spieler
- Berry Arends
- Diederik Bangma
- Jasper Bolland (früher FC Utrecht)
- Dimitri Djollo (früher TOP Oss)
- Jan Gaasbeek
- Jan Groenendijk (u. a. bei Newcastle United & Vitesse Arnheim)
- Frans Koenen
- Johan Jansen (früher NAC Breda)
- Joey Snijders (früher bei FC Omniworld & AGOVV Apeldoorn)
- Roy Terschegget (früher De Graafschap)
- Koert Thalén (früher FC Groningen & AGOVV Apeldoorn)
- Thijs van Tent Beking (früher De Graafschap)